# Michel Serre
Michel Serre (Tarragona, 10 gennaio 1658 – Marsiglia, 10 ottobre 1733) è stato un pittore spagnolo naturalizzato francese.

## Biografia
Michel Serre è nato il 10 gennaio del 1658 a Tarragona, in Spagna.
Nel 1670 si reca in Italia per un periodo di 5 anni dove apprende le tecniche della pittura in varie botteghe a Roma, Napoli e Genova.
Una volta terminato il suo periodo di apprendistato il pittore si reca a Marsiglia dove riceve una commissione per la chiesa dei dominicani raffigurante il martirio da San Pietro da Verona, oggi conservata al Museo di belle arti di Marsiglia.
Il primo maggio del 1685 sposò Florie Régimonde, nella chiesa di Notre-Dame-des-Accoules a Marsiglia. Lo stesso anno ottine una commissione dalla città di Marsiglia per una tela raffigurante Gesù crocifisso.
Il re Luigi XIV  lo nominò pittore ufficiale delle galee francesi.
Il 27 febbraio 1704 il pittore si trasferisce nella città di Parigi dove fa conoscenza con Jean-Baptiste Oudry e ottiene diverse commissioni importanti. Verso gli ultimi anni della sua vita realizzò tre quadri raffiguranti la peste di Marsiglia del 1720  ed accetto incarichi pubblici da questa città. È morto il 10 ottobre 1733 a Marsiglia e fu sepolto nella chiesa di San Ferreolo.
Nella stessa città gli è stata intitolata una strada in suo onore.

## Opere
- Museo di belle arti di Marsiglia:
  - La Maddalena Penitente[6]
  - Istruzione della Vergine[7]
  - Presentazione della Vergine al tempio[8]
  - La Visitazione
  - Presentazione di Gesù al tempio
  - Gesù tra i dottori
  - San Benedetto resuscita un giovane monaco
  - Ciclo della Vita di San Francesco (quattordici tele)
  - Il martirio di San Pietro da Verona
  - Il miracolo di San Giacinto
  - La Madonna col Bambino, San Francesco di Sales e Santa Giovanna di Chantal
- Chiesa di Notre Dame, La Ciotat:
  - Vergine delle grazie
  - Vergine delle grazie e le anime del purgatorio[9]
  - Santa Maria Maddalena e San Massimino
- Bacco e Arianna, olio su tela, Museo d'arte di Tolone[10]
- La Vergine e il Bambino con un monaco benedettino, Santa Felicita e Perpetua, Aix-en-Provence, Museo Granet
- I mercanti scacciati dal tempio, Versailles, chiesa Saint-Symphorien
- Apoteosi di San Rocco, Marsiglia, chiesa di Mazargues
- Saint-Maximin-la-Sainte-Baume, Basilica di Sainte-Marie Madeleine:
  - Sant'Anna, la Vergine e il Bambino Gesù e San Giuseppe'
  - La Vergine e il bambino e le anime purganti
  - San Tommaso d'Aquino
  - Gesù bambino

## Galleria d'immagini

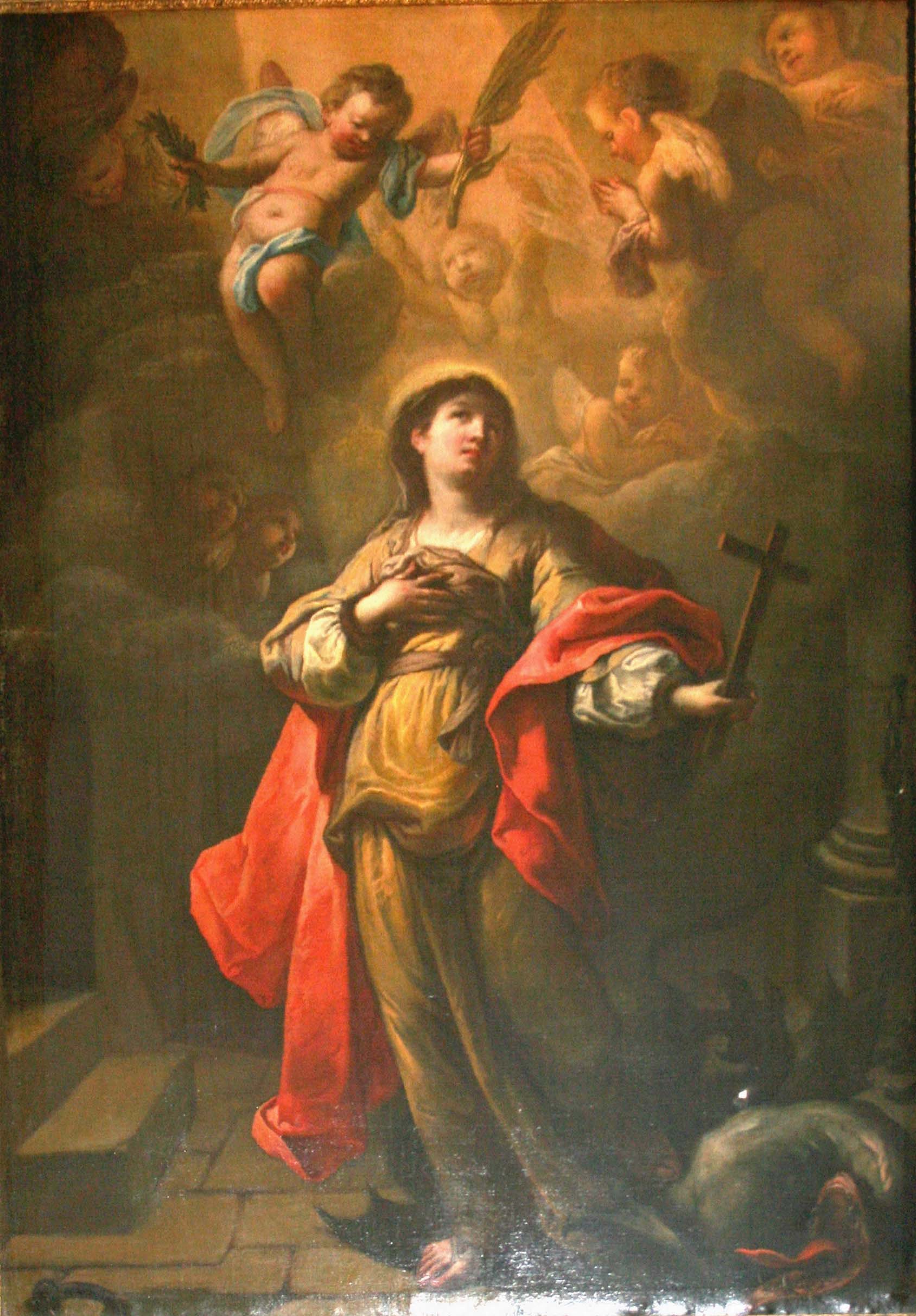
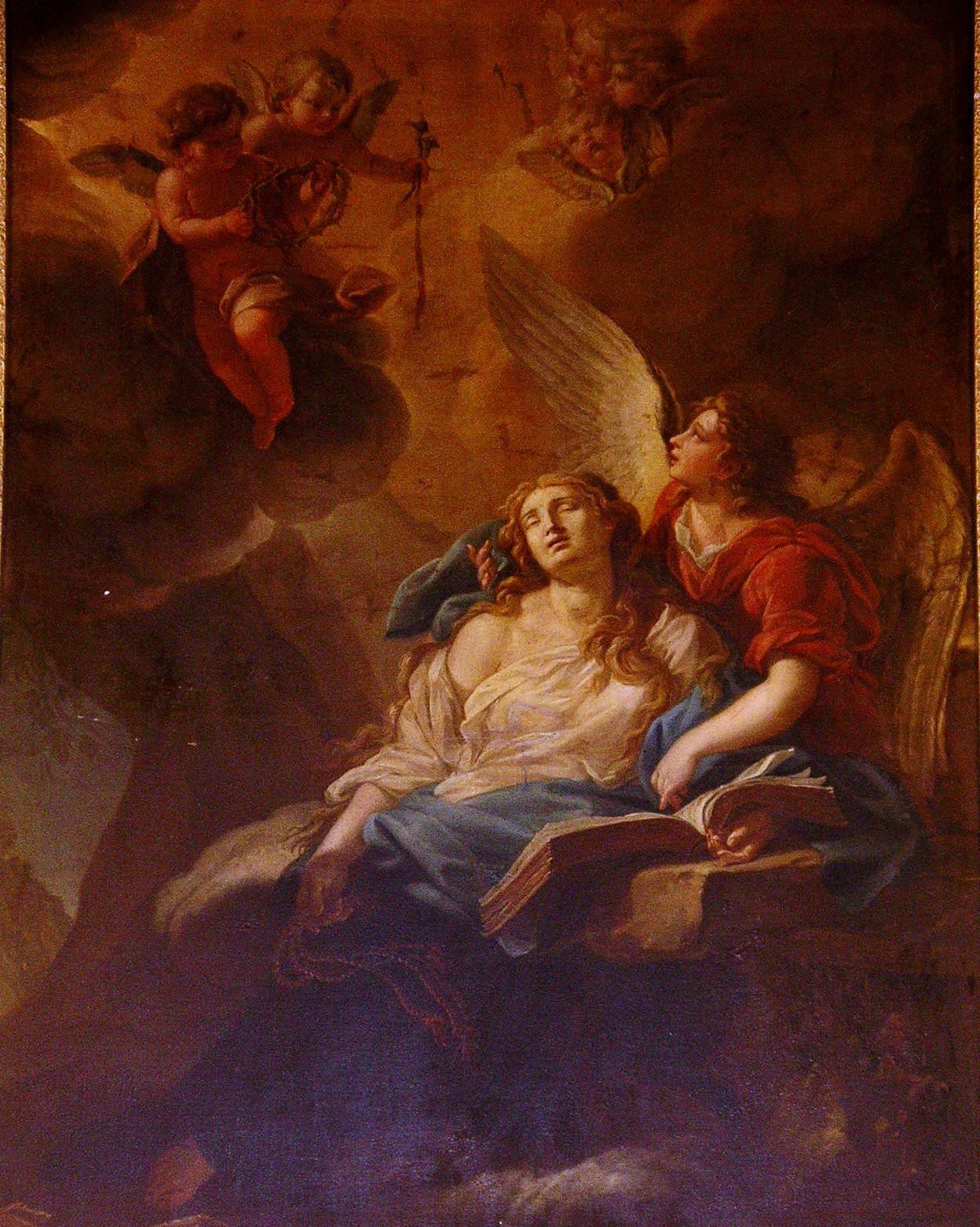
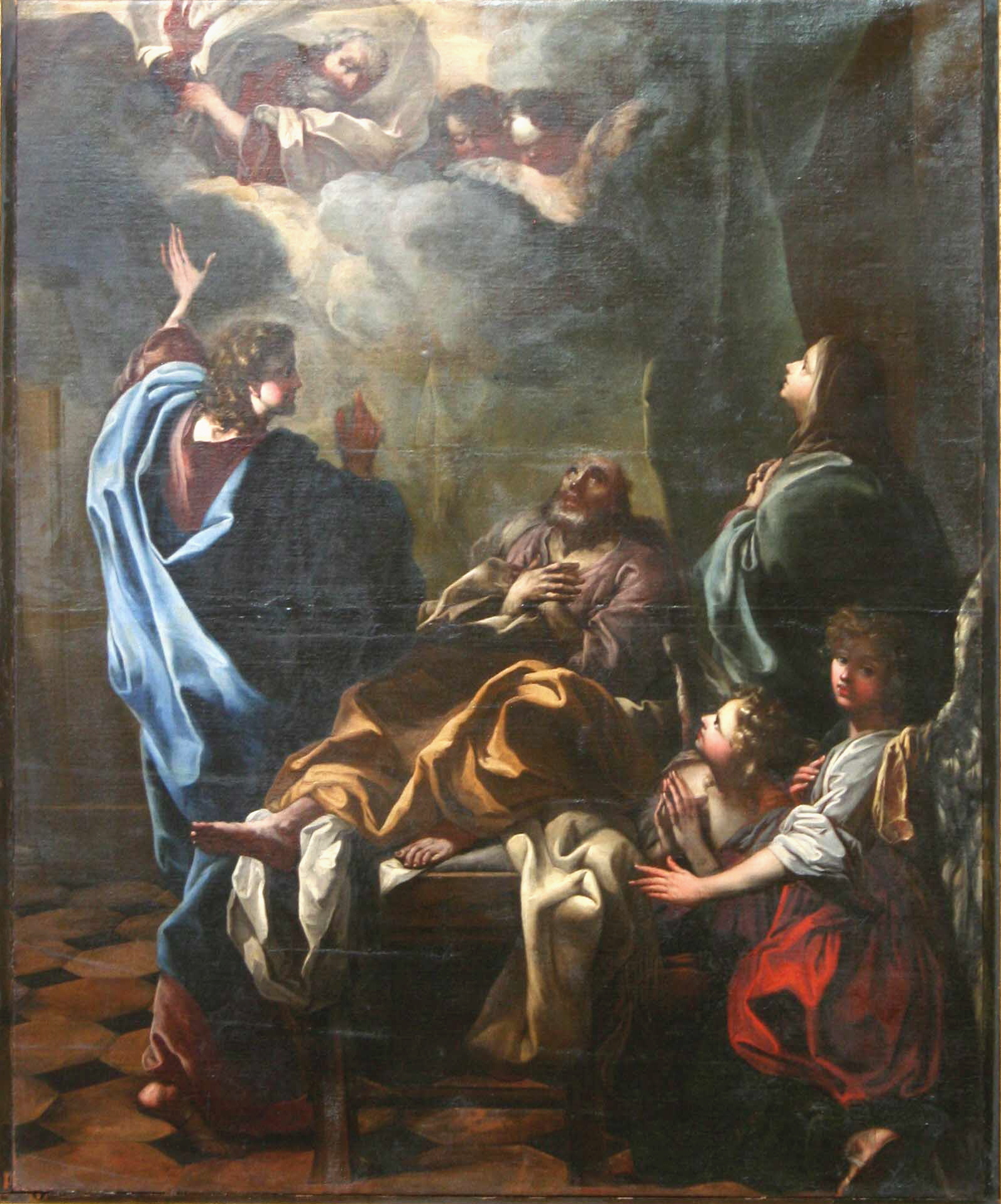
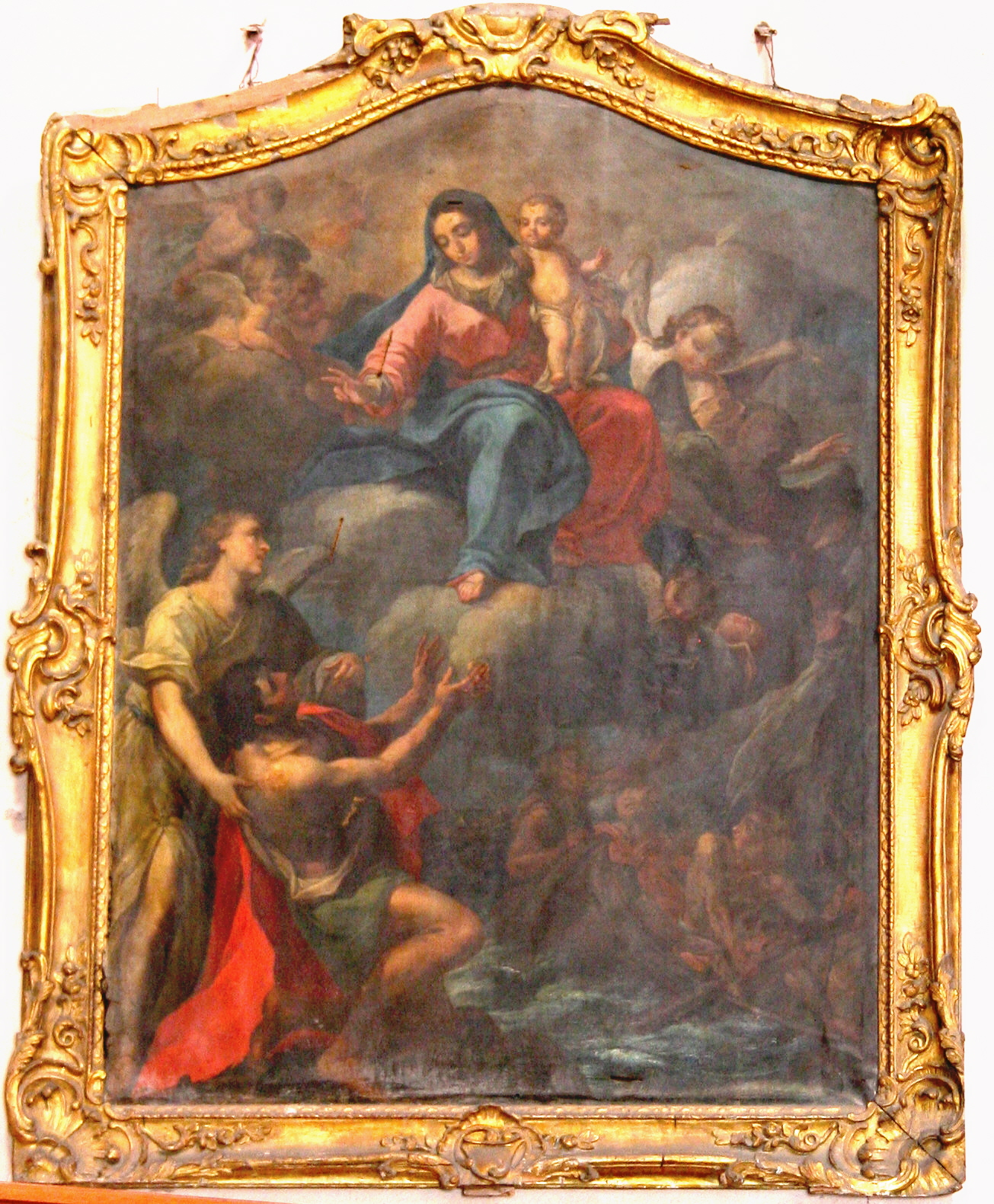
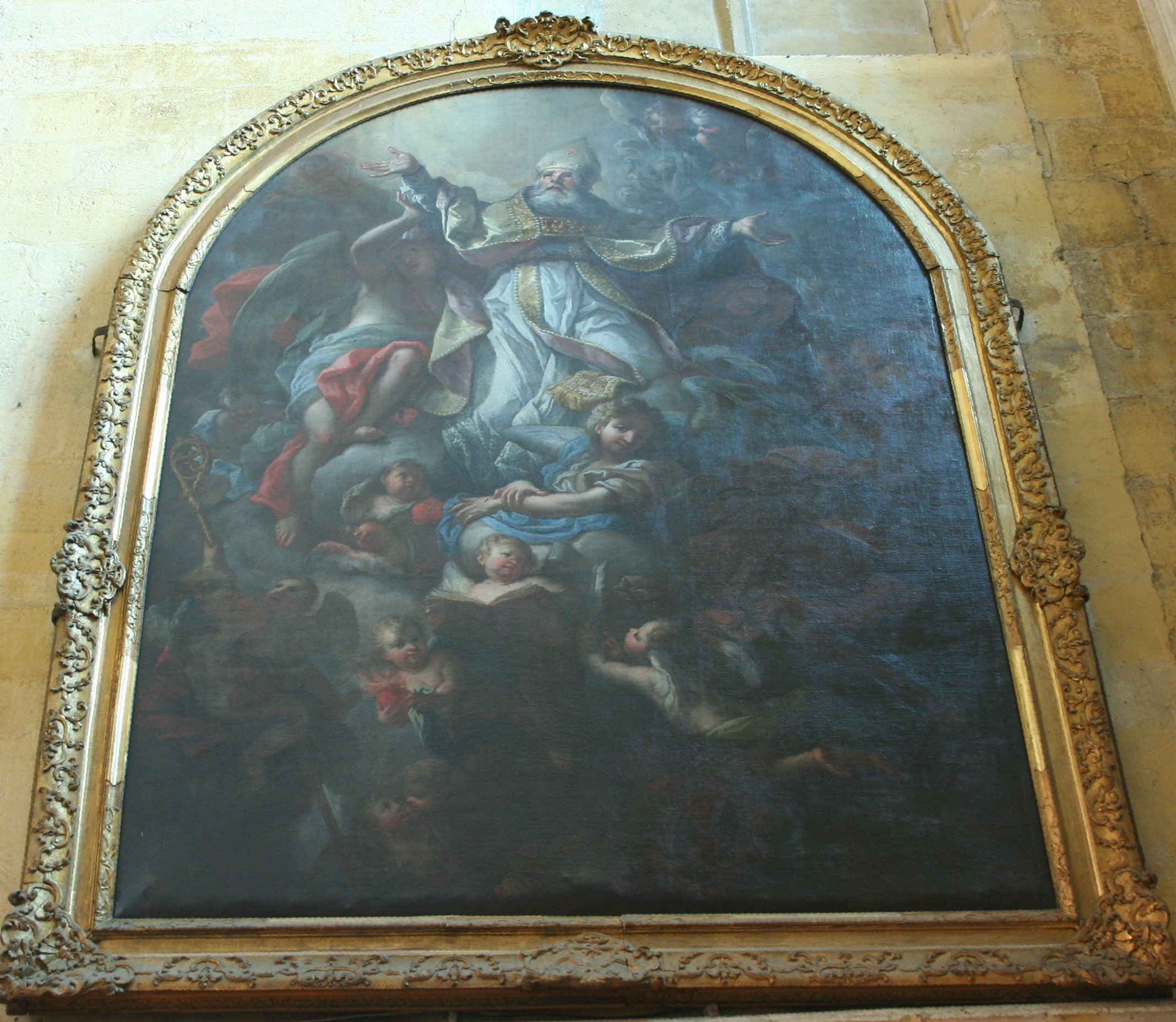
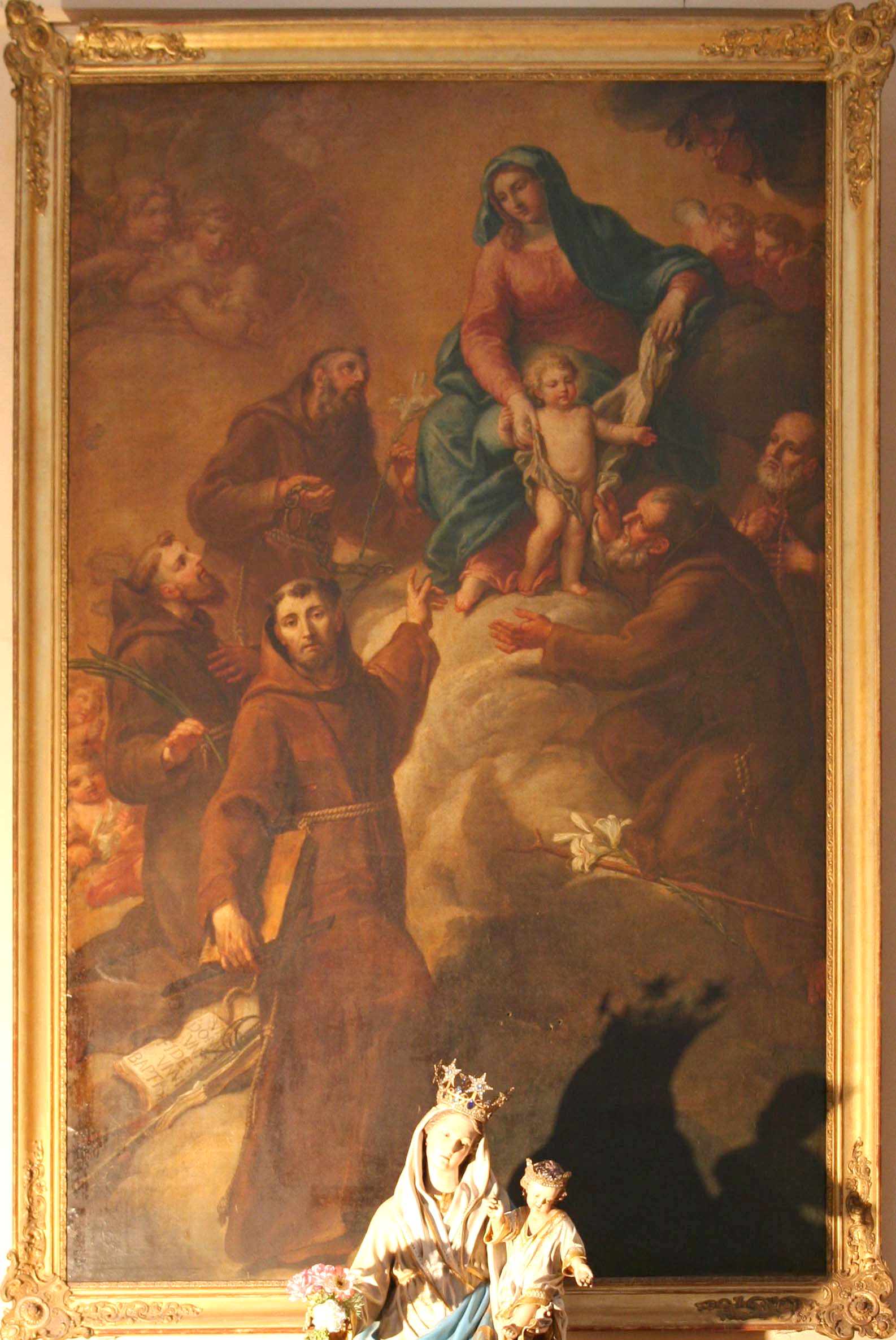